# Пригоди Паддінгтона в Перу
«Пригоди Паддінгтона в Перу» (англ. Paddington in Peru) — британсько-французький сімейний комедійний фільм режисера Дугала Вілсона про ведмежатко Паддінгтона. Фільм стане третьою частиною серії фільмів про Паддінгтон і продовженням фільму «Пригоди Паддінгтона 2» (2017). Паддінгтона знову озвучив Бен Вішоу, у ролях другого плану — Г'ю Бонневілль, Емілі Мортімер, Джулі Уолтерс, Джим Бродбент, Олівія Колман та Антоніо Бандерас.
Зйомки розпочалися у липні 2023 року і завершились у жовтні того ж року та пройшли у Великій Британії, Колумбії та Перу.
Прем'єра фільму у Великій Британії запланована на 8 листопада 2024 року.

## Сюжет
Паддінгтон разом зі своєю прийомною родиною Браунів вирішує вирушити на свою батьківщину — Перу, щоб побачитися зі своєю улюбленою тіткою Люсі. Але коли Паддінгтон і Брауни прибувають у будинок для літніх ведмедів, в якому останні кілька років проживала тітка Люсі, на них чекає неприємний сюрприз — тітка Люсі вирушила в таємничий квест Амазонкою, і ніхто не може її знайти. Паддінгтон вирішує, щоб те не стало знайти тітку Люсі й врятувати її й разом з Браунами вирушає в повну небезпек і пригод подорож по Амазонці.

## В ролях
| Персонаж           | Виконавець       |
| ------------------ | ---------------- |
| Паддінгтон         | Бен Вішоу        |
| Тітонька Люсі      | Імельда Стонтон  |
| Місіс Мері Браун   | Емілі Мортімер   |
| Містер Генрі Браун | Г'ю Бонневілль   |
| Місіс Берд         | Джулі Волтерс    |
| Хантер Кебот       | Антоніо Бандерас |
| Преподобна Мати    | Олівія Колман    |
| Містер Грубер      | Джим Бродбент    |
| Джонатан Браун     | Семюел Джослін   |
| Джуді Браун        | Мадлен Харріс    |

## Український дубляж
Художній керівник проєкту — Володимир Третяков, режисер дубляжу — Марина Турабелідзе, звукорежисери — Наталія Штаненко та Олексій Лобанов, звукорежисер зведення та перезапису — Альона Смикова. Студія: Cinema Sound UA Production.

- Паддінгтон — Євгеній Лісничий,
- Мері — Ірина Ткаленко,
- Генрі — Олег Лепенець,
- Гантер — Михайло Кришталь,
- Кларисса — Олена Узлюк,
- Джуді — Майя Ведернікова,
- Джина — Антоніна Хижняк,
- Джонатан — Ростислав Голуб,
- Берд — Ольга Радчук,
- Тітка Люсі — Ірина Дорошенко,
- Ґонсало — Михайло Кукуюк,
- Ґрубер — Юрій Висоцький.

А також: Роман Солошенко, Олександр Шевчук, Наталія Калюжна, Сергій Гутько.